# Подовое (Днепропетровская область)
Подовое (укр. Подове) — село,
Степовой сельский совет,
Широковский район,
Днепропетровская область,
Украина.
Код КОАТУУ — 1225885906. Население по переписи 2001 года составляло 23 человека .

## Географическое положение
Село Подовое находится на расстоянии в 1,5 км от сёл Кряжевое и Александровка.
Вокруг села несколько ирригационных каналов.
Рядом проходит автомобильная дорога Т-0411.